# Fakultät für Wirtschaftswissenschaften der Universität Wien
Die Fakultät für Wirtschaftswissenschaften der Universität Wien ist eine Organisationseinheit der Universität Wien.

## Geschichte und Entwicklung
Im Jahre 1763 wurde erstmals im Auftrag von Kaiserin Maria Theresia eine Professur für Kameralwissenschaften an der Fakultät für Rechtswissenschaften der Universität Wien eingerichtet, sie wurde mit Joseph von Sonnenfels besetzt. Im Zuge der Fakultätsreform 1975 wurde die bis dahin bestehende Rechts- und Staatswissenschaftliche Fakultät der Universität Wien in eine Rechtswissenschaftliche Fakultät und eine Sozial- und Wirtschaftswissenschaftliche Fakultät aufgespalten. Im Zuge der jüngsten Fakultätsreform 2004 erhielt die Fakultät für Wirtschaftswissenschaften der Universität Wien ihren heutigen Zuschnitt. 2013 übersiedelte die Fakultät in den innerstädtischen Bereich und ist nun gemeinsam mit der Fakultät für Mathematik im Gebäude Oskar-Morgenstern-Platz 1 angesiedelt. Die Fakultät für Wirtschaftswissenschaften der Universität Wien ist eine international anerkannte Forschungs- und Ausbildungsstätte, an der rund 320 Mitarbeiter forschen und lehren.

## Lehrende
Zu den Wissenschaftern, die an der Fakultät für Wirtschaftswissenschaften der Universität Wien (einschließlich ihrer Vorgängerfakultäten im Bereich Wirtschaftswissenschaften) tätig sind oder waren, zählen unter anderem
Alexander Van der Bellen,
Eugen Böhm von Bawerk,
Gerhart Bruckmann,
Adamantios Diamantopoulos,
Richard F. Hartl,
Herbert Hax,
Erich Loitlsberger,
Alexander Mahr,
Carl Menger,
Stefan Minner,
Ludwig von Mises,
Oskar Morgenstern,
Franz Xaver von Neumann-Spallart,
Georg Pflug,
Eugen Philippovich von Philippsberg,
Theodor Pütz,
Richard Reisch,
Dieter Rückle,
Walter Schiff,
Leopold Schmetterer,
Joseph von Sonnenfels,
Lorenz von Stein,
Theodor Inama von Sternegg,
Manfred P. Straube, 
Erich W. Streissler,
Andreas Wagener,
Wilhelm Weber,
Jörgen W. Weibull,
Ferdinand Alois von Westphalen,
Friedrich von Wieser,
Georg Winckler,
Wilhelm Winkler und
Franz Wirl.

## Fächer
Die Fakultät für Wirtschaftswissenschaften der Universität Wien betreut die zwei zentralen Fächer der Wirtschaftswissenschaften, Volkswirtschaftslehre und Betriebswirtschaftslehre; weiters wird das fachliche Spektrum ergänzt und abgerundet durch die Fächer Statistik, Recht der Wirtschaft, Wirtschaftssoziologie sowie um den Fachbereich Wirtschaftssprachen. Einen Schwerpunkt der Wirtschaftswissenschaften an der Universität Wien stellt ihre quantitative Ausrichtung dar.

## Forschungsleistung
Die Fakultät für Wirtschaftswissenschaften der Universität Wien wurde im ersten Handelsblatt Betriebswirte-Ranking 2009 an die erste Stelle aller BWL-Fakultäten in Deutschland, Österreich und der deutschsprachigen Schweiz gereiht, 2012 kam sie auf den 2. Platz. In der Kategorie „Top 100 – Forschungsleistung“ seit 2005 wurde Adamantios Diamantopoulos (Internationales Marketing) Platz drei zuerkannt, Richard Hartl belegt den 12. Platz. Insgesamt sind vier Forscher der Universität Wien unter den besten 20. In der Kategorie „Lebenswerk“ befinden sich unter den besten 91 Wissenschaftern insgesamt neun Forscher der Fakultät für Wirtschaftswissenschaften der Universität Wien, an der Spitze Franz Wirl.

## Studien im Bereich der Fakultät
Die Universität Wien bietet im Bereich der Fakultät mehrere PhD-Programme, mehrere Masterstudien und vier grundlegende Bachelorstudien an. Diese Studien werden von rund 4000 Studierenden belegt. Darüber hinaus bietet die Universität Wien für Studierende, die an der Universität Wien andere Studien studieren, zur Kompetenzergänzung Erweiterungscurricula aus dem Gebiet der Wirtschaftswissenschaften an. Diese Studien und Erweiterungscurricula werden von den Wissenschaftern der Fakultät für Wirtschaftswissenschaften getragen.